# Nikolaikirche (Weene)

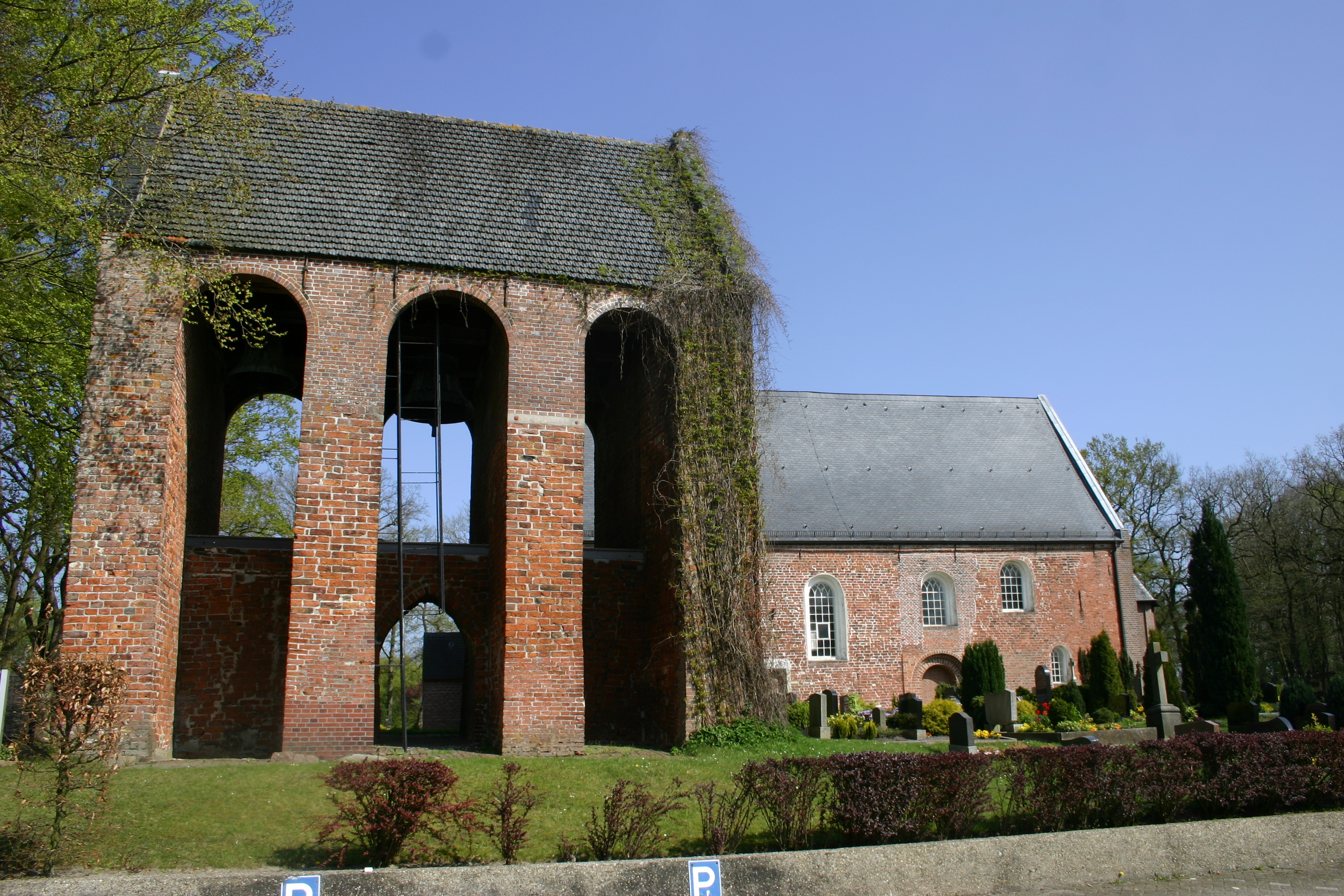
Nikolaikirche Weene

Die evangelisch-lutherische Nikolaikirche steht im ostfriesischen Ort Weene, Gemeinde Ihlow.

## Geschichte
Es ist unbekannt, wann die Kirche in Weene errichtet wurde. Vermutet wird, dass an der Stelle der heutigen Kirche zunächst ein kleinerer Vorgängerbau aus Holz gestanden hat. Nach dem derzeitigen Forschungsstand wird die Bauzeit der ersten steinernen Kirche in die 2. Hälfte des 13. Jahrhunderts datiert. Die kleinen hochsitzenden Rundbogen-Fenster weisen auf die Romanik als Baustil hin. Nach zahlreichen Um- und Anbauten sowie Reparaturen sind von der ursprünglichen Bausubstanz nur noch Teile der Südwand und des westlichen Abschnittes der Nordwand erhalten geblieben.
Ursprünglich stand die Kirche isoliert auf einer Warft am Krummen Tief auf einem unbesiedelten Platz zwischen Schirum und Ostersander. Die Besiedelung des Ortes begann erst später. 1499 wurde ihr ein polygonaler Chor angebaut. Dieser gotische Chor wurde am Ende des 19. Jahrhunderts durch eine halbrunde Apsis ersetzt und diese im Rahmen der Instandsetzung der Kirche in den Jahren 1964 bis 1966 erneuert.
1964 bis 1966 wurde die Kirche umfassend renoviert. Im Vorfeld fanden Ausgrabungen statt, bei denen festgestellt wurde, dass die Kirche im Mittelalter auch einen Chorraum im Westen hatte, also zweichörig war. Außerdem entdeckte man die kreisförmigen Fundamente eines Taufsteins und an den Wänden die Überreste eines Lettners, der möglicherweise 1499 im Zuge des Choranbaus eingezogen wurde, zur gleichen Zeit dürften auch die beiden erhaltenen Hagioskope in die Süd- bzw. Nordwand eingebrochen worden sein.

## Ausstattung

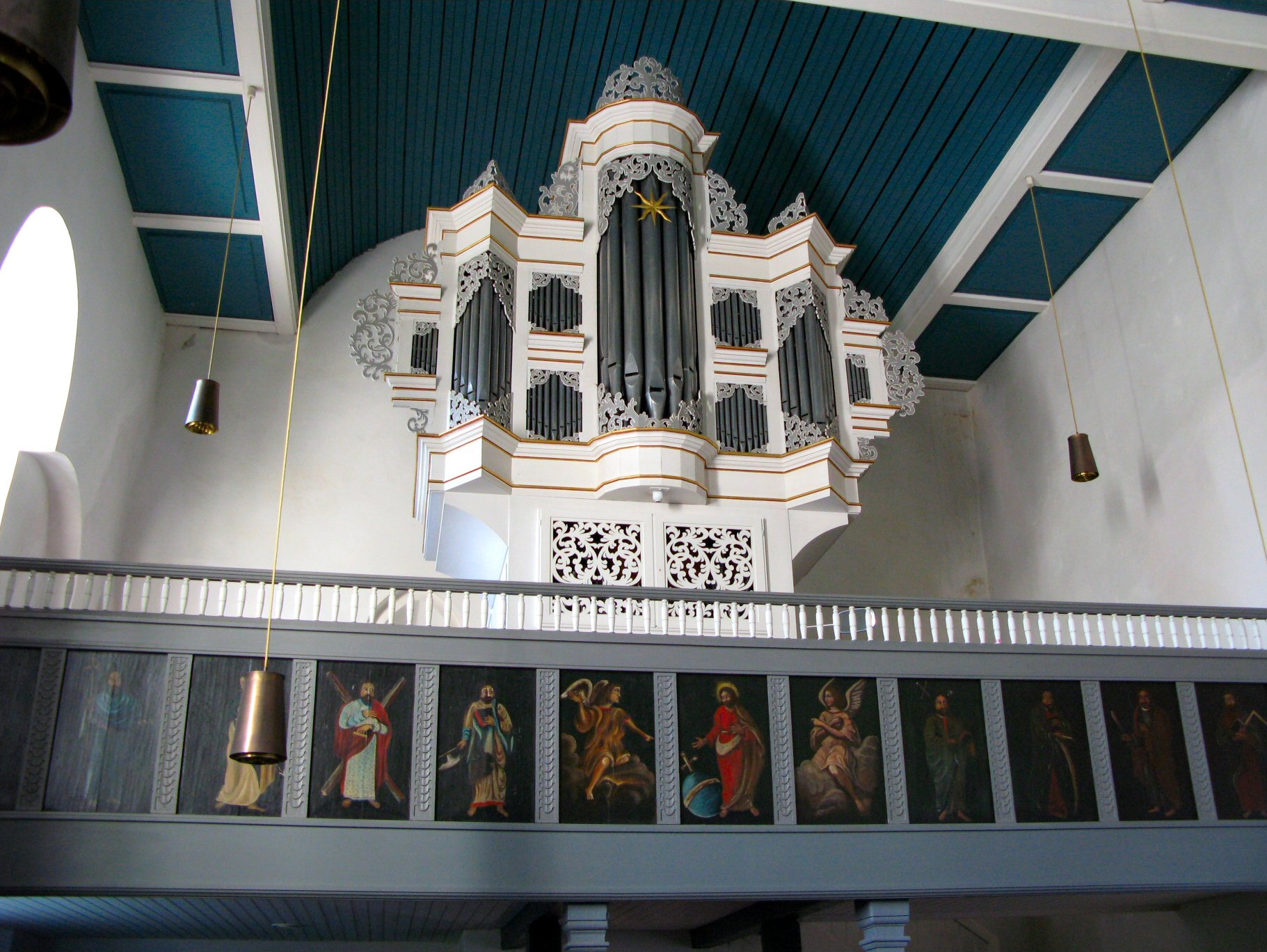
Orgelempore mit dem Grotian-Prospekt von 1699

Die Ausstattung der Kirche ist von überregionaler kunsthistorischer Bedeutung. Zu nennen sind hier drei geschnitzte Holzplastiken gotischen Stils: Ein Kruzifix aus dem 14. Jahrhundert zeigt den Gekreuzigten an ein Astkreuz genagelt, auf einem Vesperbild aus dem Ende des 14. Jahrhunderts hält Maria den toten Gottessohn fast aufrecht in Augenhöhe und eine Anna selbdritt zeigt Maria auf einem schlichten Thron sitzend und dahinter stehend die heilige Anna (um 1500); das Jesuskind wurde kurz nach Entdeckung der Holzplastik im Jahr 1897 erneuert.
Im nördlichen Chorbogen blieb eine kleine Wandnische erhalten, die als Sakramentshaus diente und im Zuge des ersten Choranbaus geschaffen wurde. Der profilierte Sandsteinrahmen wird von einem gotischen Kielbogen über der vergitterten Tür abgeschlossen.
Der Orgelprospekt von Valentin Ulrich Grotian aus dem Jahre 1699 ist in der ursprünglichen Form erhalten. Das Pfeifeninnenwerk stammt von der Orgelfirma Alfred Führer aus dem 1966 und umfasst 17 Register auf zwei Manualen und Pedal.
Unter der Orgel befindet sich ein Paneel, dessen Faltwerk wahrscheinlich auf das beginnende 16. zurückgeht, während der Rahmen aus dem 17. Jahrhundert stammt.